# Birectochernyshinella
Birectochernyshinella es un género de foraminífero bentónico normalmente considerado un subgénero de Chernyshinella, es decir, Chernyshinella (Birectochernyshinella) de la subfamilia Chernyshinellinae, de la familia Tournayellidae, de la superfamilia Tournayelloidea, del suborden Fusulinina y del orden Fusulinida. Su especie tipo era Spiroplectammina mirabilis. Su rango cronoestratigráfico abarca el Fameniense superior (Devónico superior).

## Discusión
Algunas clasificaciones más recientes incluyen Birectochernyshinella en la familia Chernyshinellidae, y en el suborden Tournayellina, del orden Tournayellida, de la subclase Fusulinana y de la clase Fusulinata.

## Clasificación
Birectochernyshinella incluye a la siguiente especie:
- Birectochernyshinella mirabilis †, también considerado como Chernyshinella (Birectochernyshinella) mirabilis †, y aceptado como Rectochernyshinella mirabilis †